# Centrum jazykového vzdělávání Univerzity obrany
Centrum jazykového vzdělávání (CJV) je pracovištěm Univerzity obrany a ústředním jazykovým vzdělávacím zařízením resortu Ministerstva obrany ČR, které se podílí na tvorbě koncepce a zvyšování efektivity jazykového vzdělávání a na koordinaci jazykové přípravy.
CJV v rámci Univerzity obrany zajišťuje v rámci vysokoškolské výuky, v celoživotním vzdělávání i v jazykových kurzech výuku cizích jazyků s prioritou angličtiny zaměřenou zejména na přípravu ke zkoušce dle NATO STANAG 6001. Provádí také tvorbu, administraci a vyhodnocování jazykových testů podle standardizační dohody NATO STANAG 6001.